# Andreas Schröder (Zimmerer)

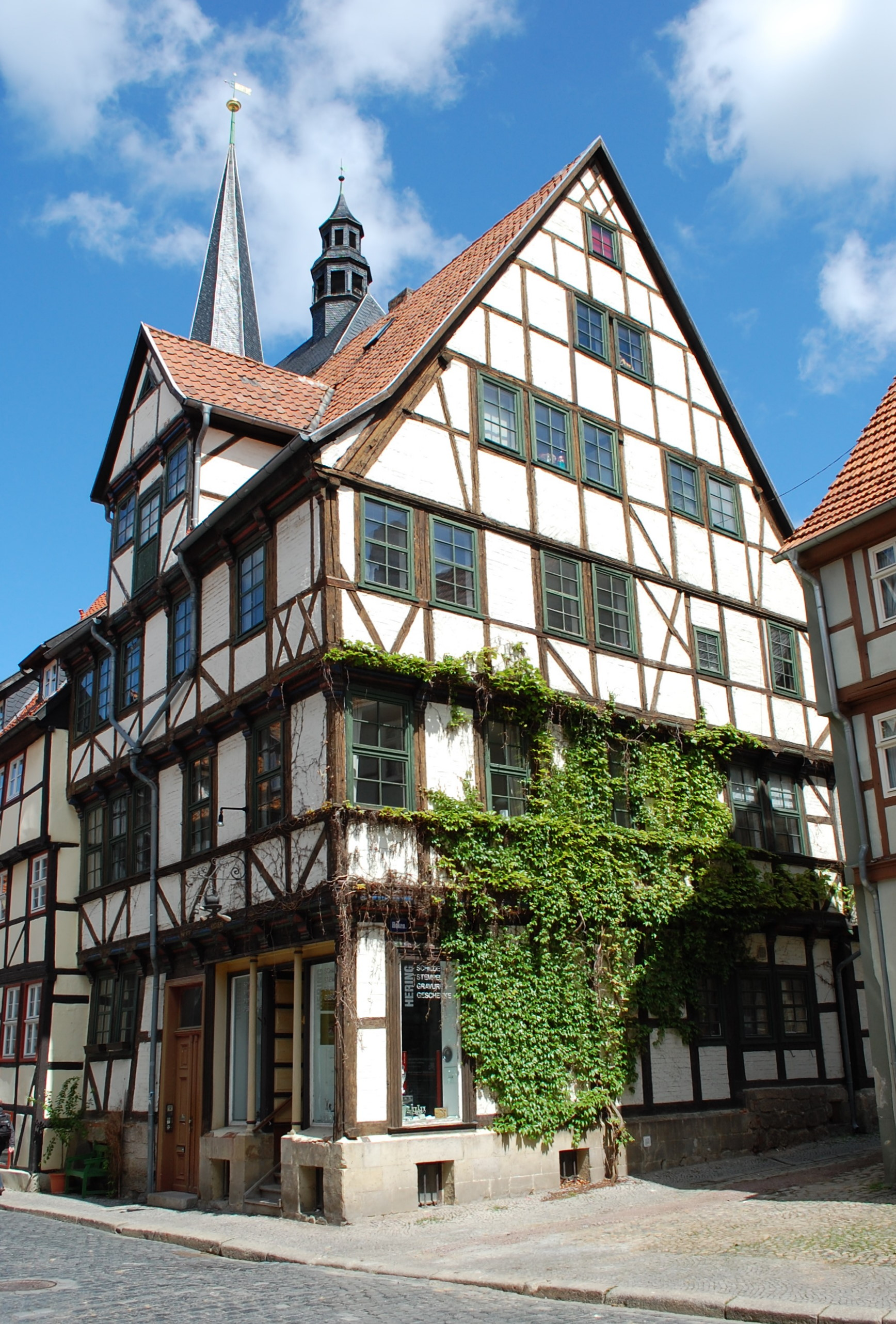
Marktstraße 15

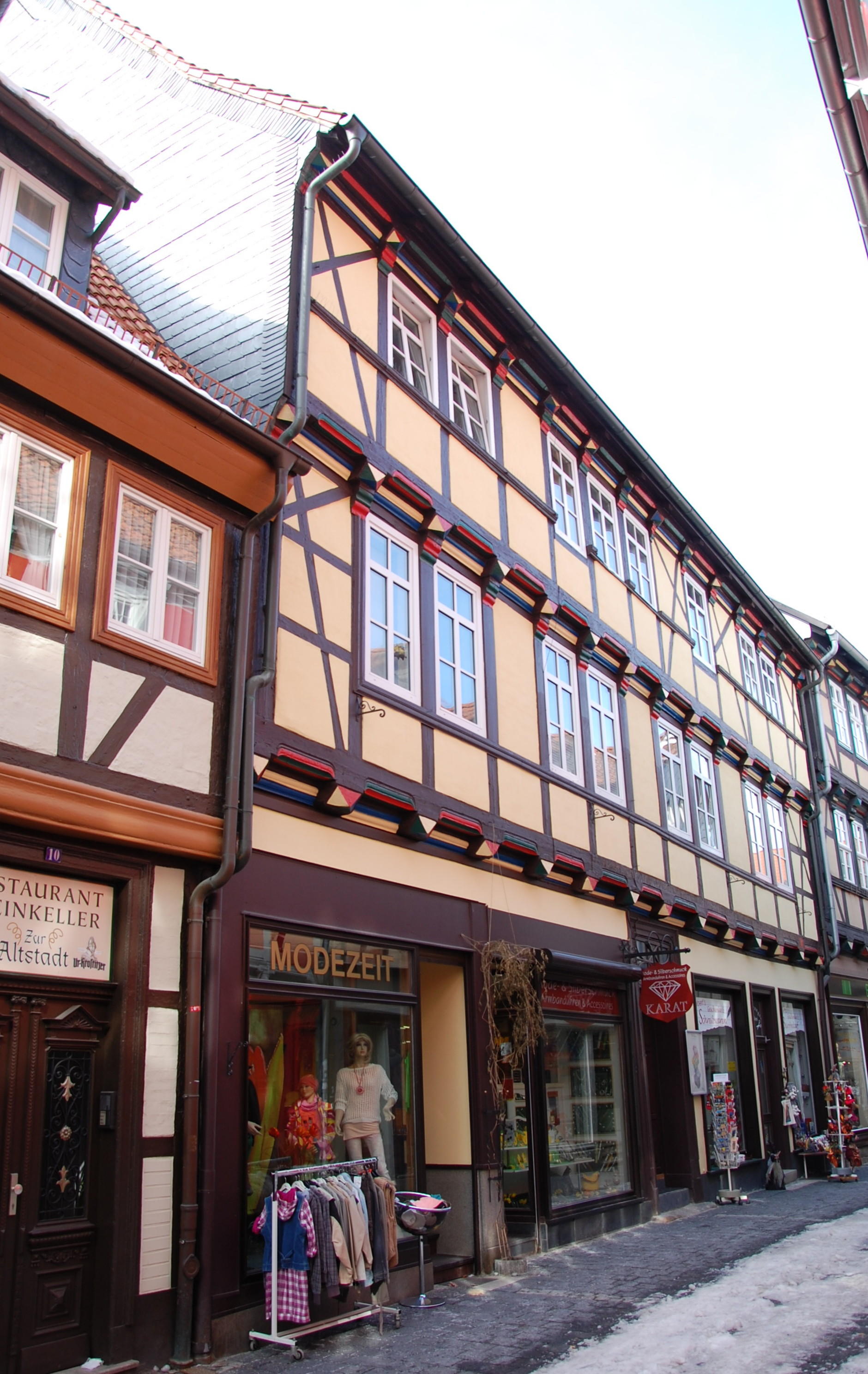
Bockstraße 11

Andreas Schröder (* 14. Januar oder 22. Januar 1628 in der Quedlinburger Neustadt; † 6. April 1677 ebenda) war ein deutscher Zimmermeister. Er schuf diverse noch heute erhaltene und zum UNESCO-Weltkulturerbe gehörende Fachwerkhäuser in Quedlinburg.

## Leben
Schröder heiratete am 24. September 1650 in der Quedlinburger Altstadt Salome, „Wulf Götzens filia“, also wohl die Tochter des Zimmermeisters Wulf Götze.
Andreas Schröder ist als Baumeister für 20 Gebäude in Quedlinburg bekannt, die im Zeitraum von 1656 bis 1672 entstanden. Für ein Gebäude in Halberstadt wird er als Baumeister vermutet. Die von ihm errichteten Häuser sind überwiegend repräsentative Bauten mit drei Stockwerken und zehn Gebinden. Die Ausfachungen erfolgten mit Mauerziegeln. Als Verzierungen setzte er Pyramidenbalkenköpfe, flache Schiffskehlen an den Stockschwellen und Brüstungshölzer. Als konstruktive Elemente kommen Brüstungsstreben zur Anwendung. Zwischen 1662 und 1685 wandte er die Fachwerkfigur des Halben Manns an. Andreaskreuze und Rautenkreuze sind die Ausnahme, kommen jedoch bei dem Halberstädter Bau üppig vor.
Nach seinem Tode löste seine Witwe sein Unternehmen durch ein Konkursverfahren auf.

## Bauten
Folgende Bauten Schröders sind bekannt:
- Hoken 12, 1656, nicht erhalten
- Pölkenstraße 18, 1658[1]
- Goldstraße 18, 1660[2]
- Marktstraße 15, 1660
- Hohe Straße 22, 23, 1661, Nummer 23 nicht erhalten
- Steinweg 65, 1661
- Kaiserstraße 34, 1662
- Bockstraße 11, 1662
- Pölle 5, 1663
- Hohe Straße 21, 1663
- Augustinern 44, 1663
- Breite Straße 15, 1665
- Gröpern 11, 1665
- Schulstraße 9, 1666
- Weberstraße 13, 1666
- Hohe Straße 18, 1666
- Adelheidstraße 23, 1668
- Stieg 7, 1668
- Stieg 8, 9, 1668
- Blasiistraße 24, 1669, nicht erhalten
- Dominikanerstraße 3 in Halberstadt, 1671

Darüber hinaus wird auch der 1672 erfolgte Bau des Hauses Hohe Straße 25 durch Andreas Schröder vermutet.